# 弗朗茨·库尔滕斯

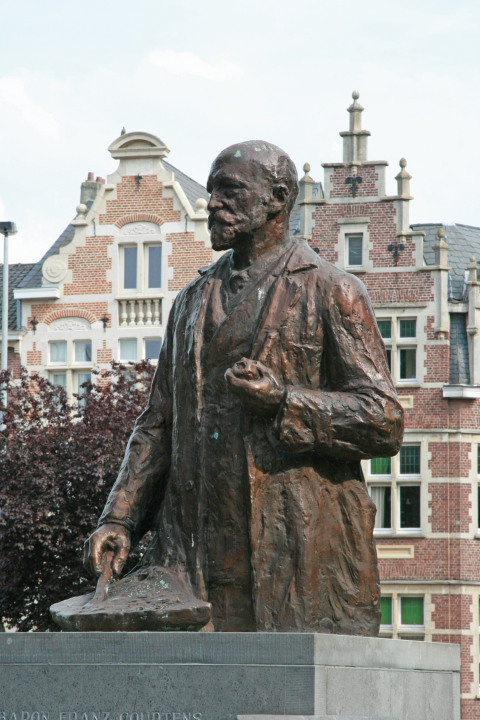
1950年，他的兒子阿爾弗雷德·库尔滕斯製作的雕像，登德爾蒙德，1950年在伊麗莎白王后面前亮相

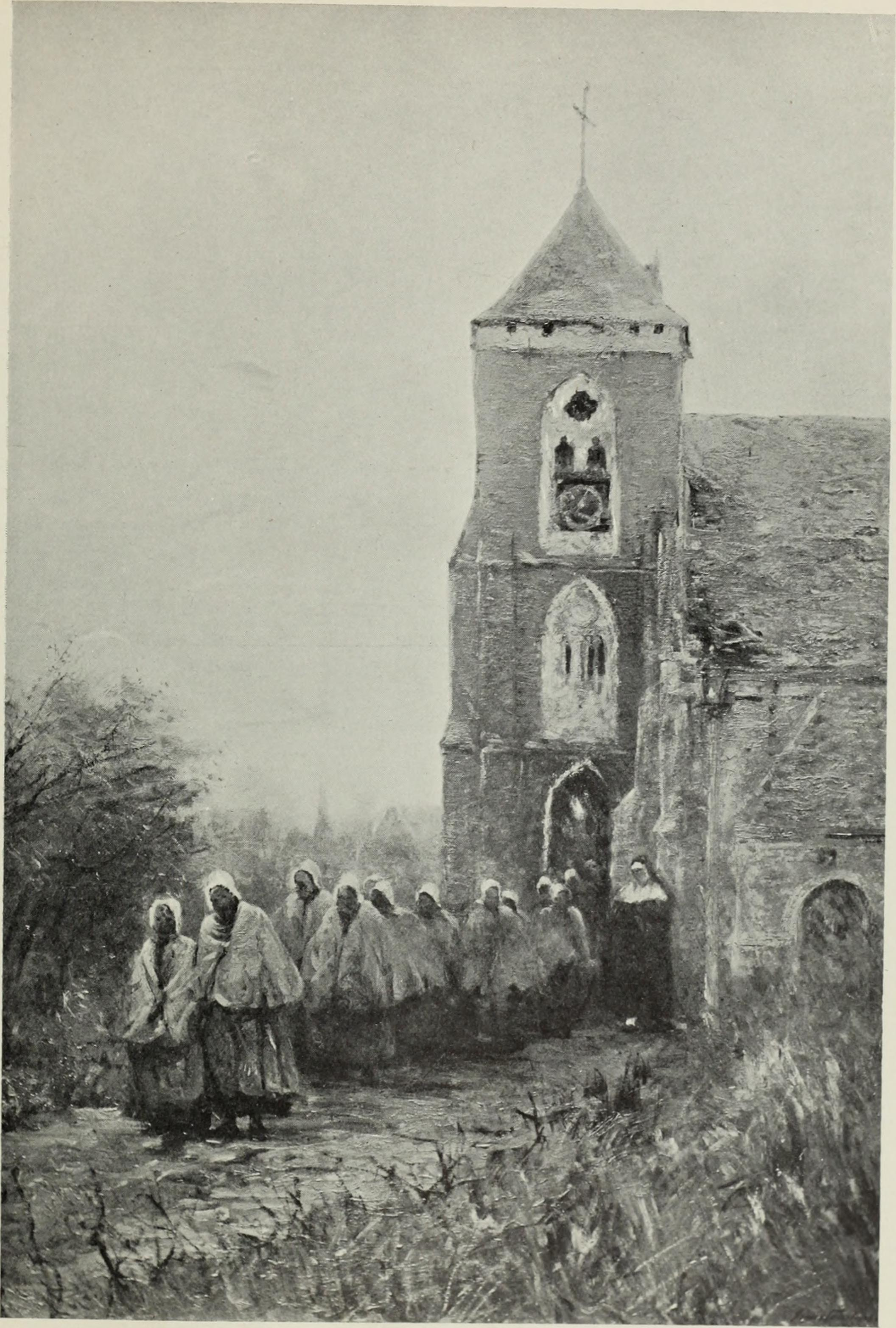
《救恩歸來》（Le Retour du Salut），1908年

弗朗西斯库斯·爱德华杜斯·马里亚·“弗朗茨”·库尔滕斯男爵（荷蘭語：Franciscus Eduardus Maria (Franz) Courtens；1854年2月4日—1943年1月2日）是一名比利時畫家。
他是登德爾蒙德畫派的領軍人物，以自然風景畫而聞名。費爾南德·克諾普夫（Fernand Khnopff）所撰寫的一篇關於他的論述發表在1908年的《國際畫室》（International Studio）雜誌第34期。库尔滕斯在1904年至1924年間擔任安特衛普皇家美術學院的教授。
库尔滕斯與利奧波德二世有私交，利奧波德二世賦予其自由進入拉肯皇家花園（royal Parc of Laeken）的特權。他的一些畫作至今仍保存在皇家收藏中。

## 榮譽
- 1922年：受封為库尔滕斯男爵。
- 授予王冠勳章（英语：Order of the Crown (Belgium)）。
- 比利時皇家科學、文學和美術學院（英语：Royal Academy of Science, Letters and Fine Arts of Belgium）院士。

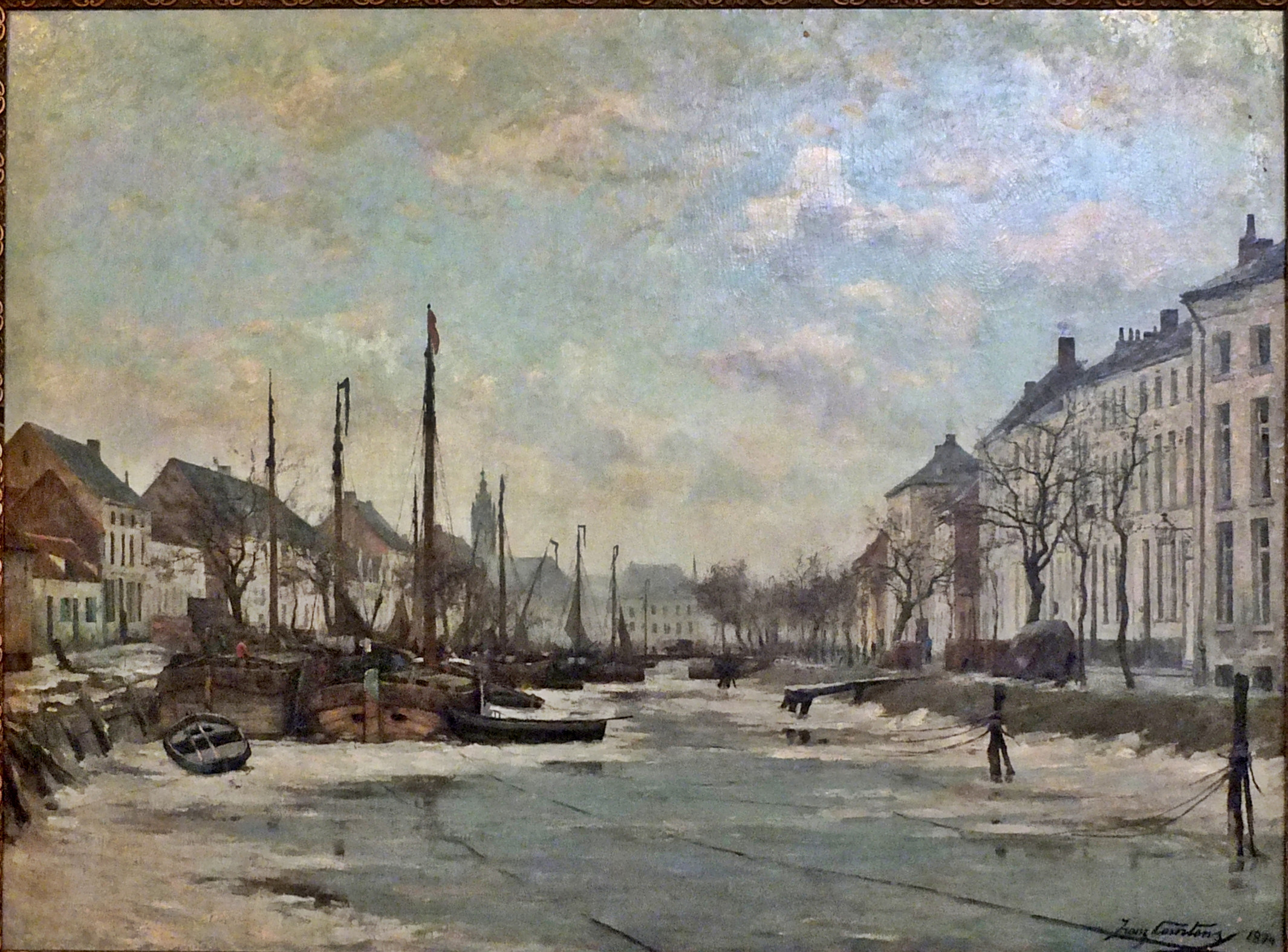
《登德爾蒙德的解凍》（Le dégel à Termonde），1879年，布面油畫，166×231公分
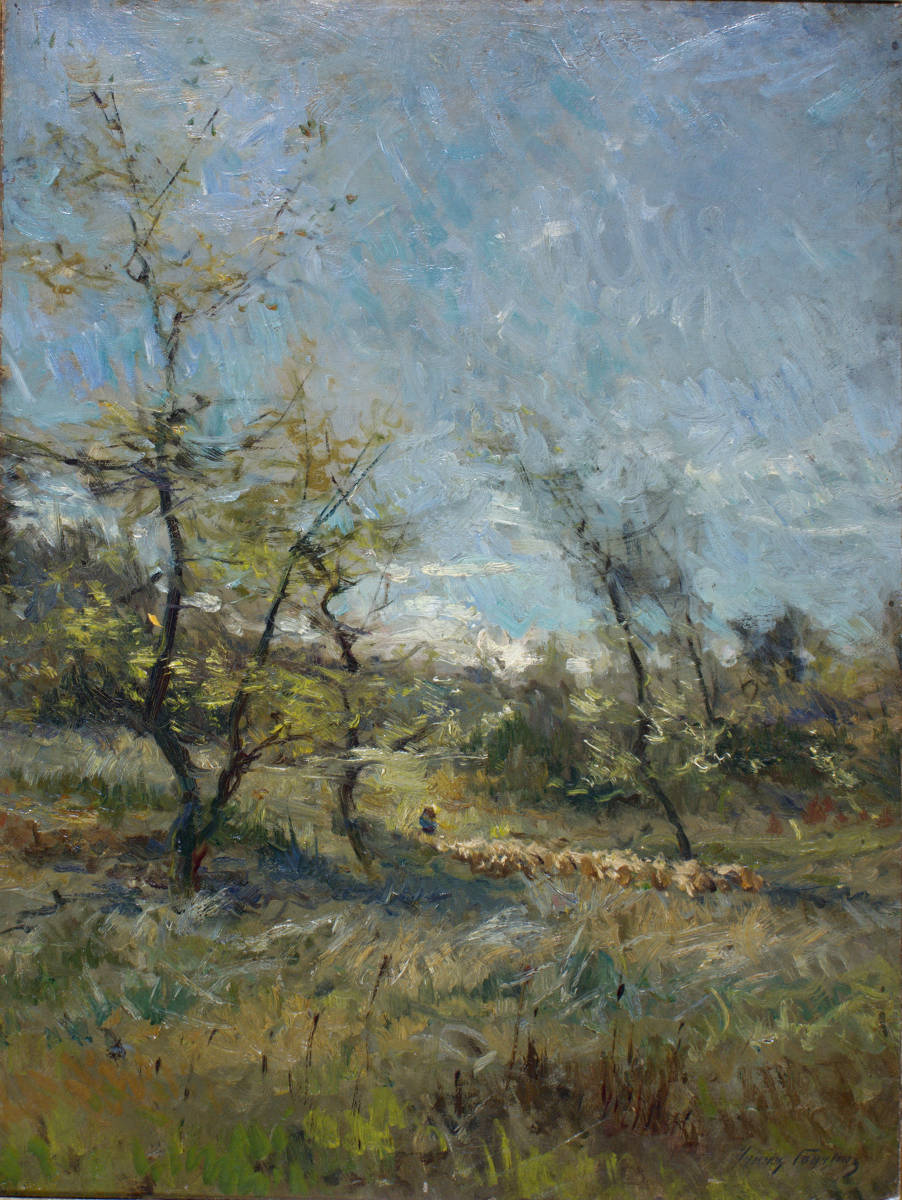
《肯彭的羊群》（Troupeau en Campine），布面油畫，80 x 60公分
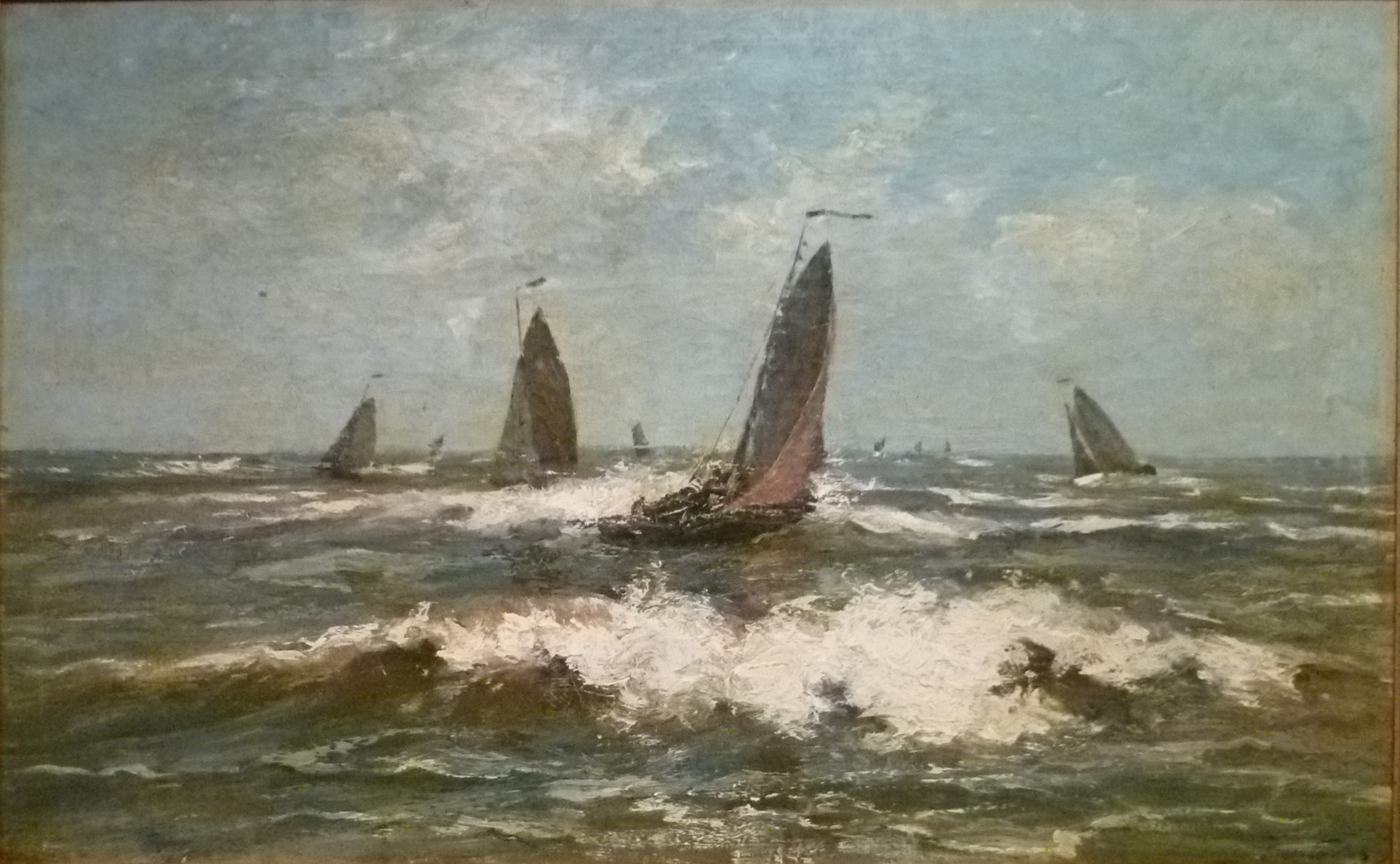
《波浪》（La vague），約1926年，布面油畫，51×85公分
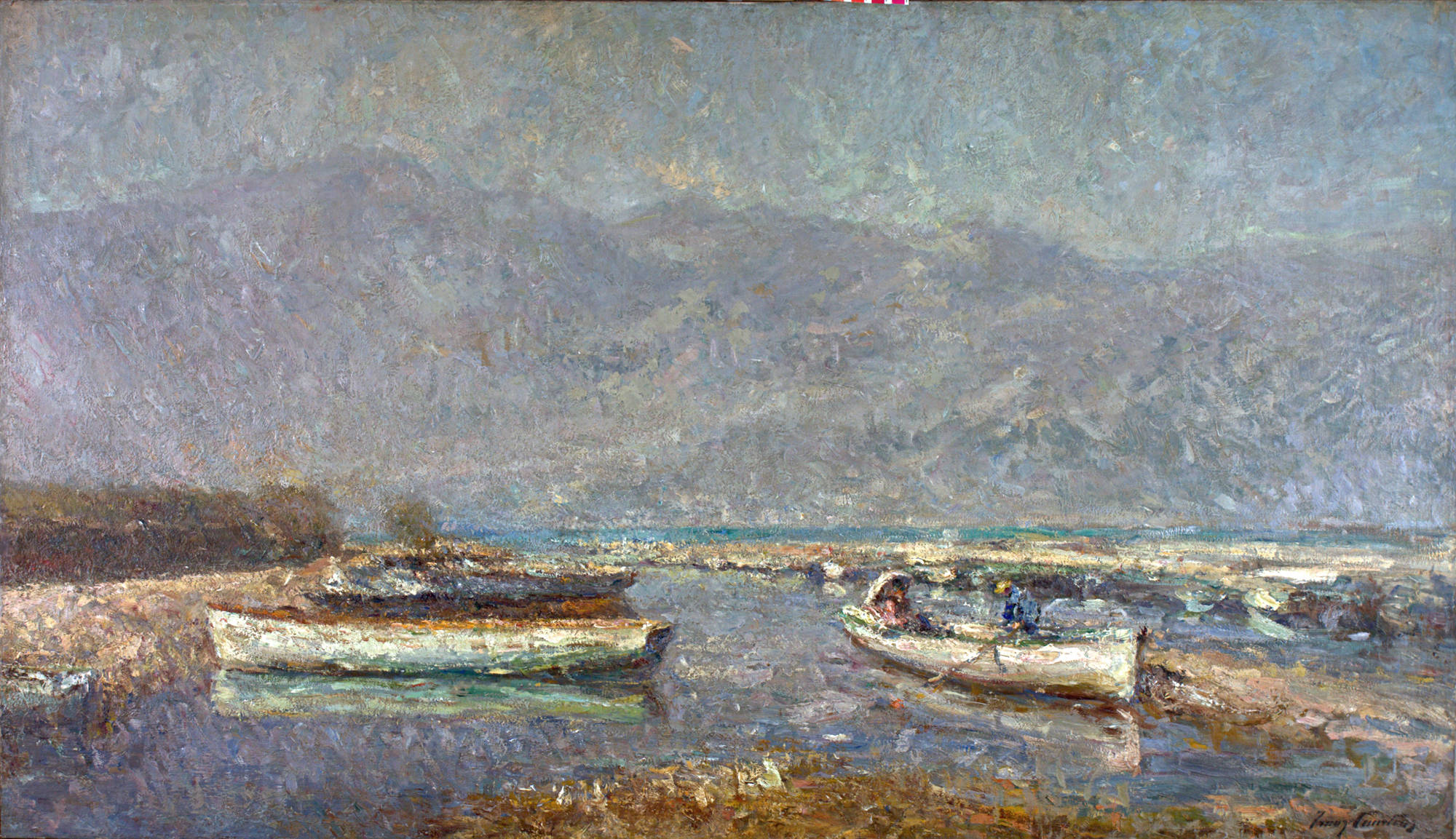
《布尔歇湖》（Lac du Bourget），1926年，布面油畫，110 x 190公分
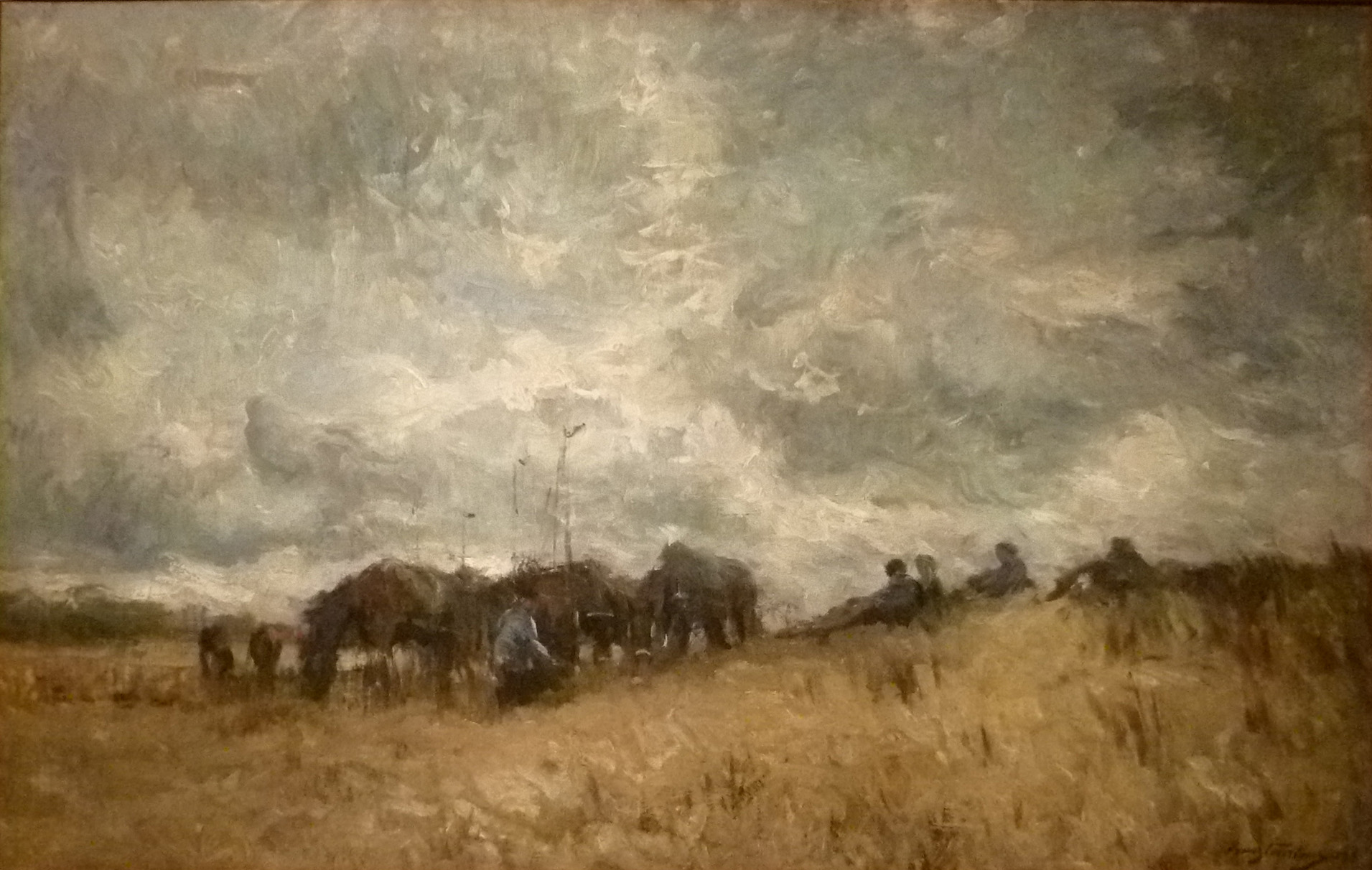
《在沙丘中休息》（Le repos dans la dune），1935年的遺作，布面油畫，75×110公分

## 參库文獻
1. ↑  Piet Boyens, Sint-Martens-Latem (1992), p. 210.
2. ↑  . Toerisme stad Dendermonde.   [1 June 2017]. （原始内容存档于2023-06-27）.
3. ↑  Partially available on Google Books.
4. ↑  L'art au Sénat : découverte d'un patrimoine

## 外部連結
- Centre Marius Staquet 的存檔，存档日期2017-09-18. Franz Courtens - Le plein air et l'intine
- Franz Courtens （页面存档备份，存于）  ULAN Full Record Display. Union List of Artist Names, Getty Vocabularies. Getty Vocabulary Program, Getty Research Institute (Los Angeles, California)